# Hôtel de Montmorin
Ne pas confondre avec l'hôtel de Montmorin, siège du ministère des Outre-Mer.
L'hôtel de Montmorin est un hôtel particulier situé sur la place des Vosges à Paris, en France.

## Historique

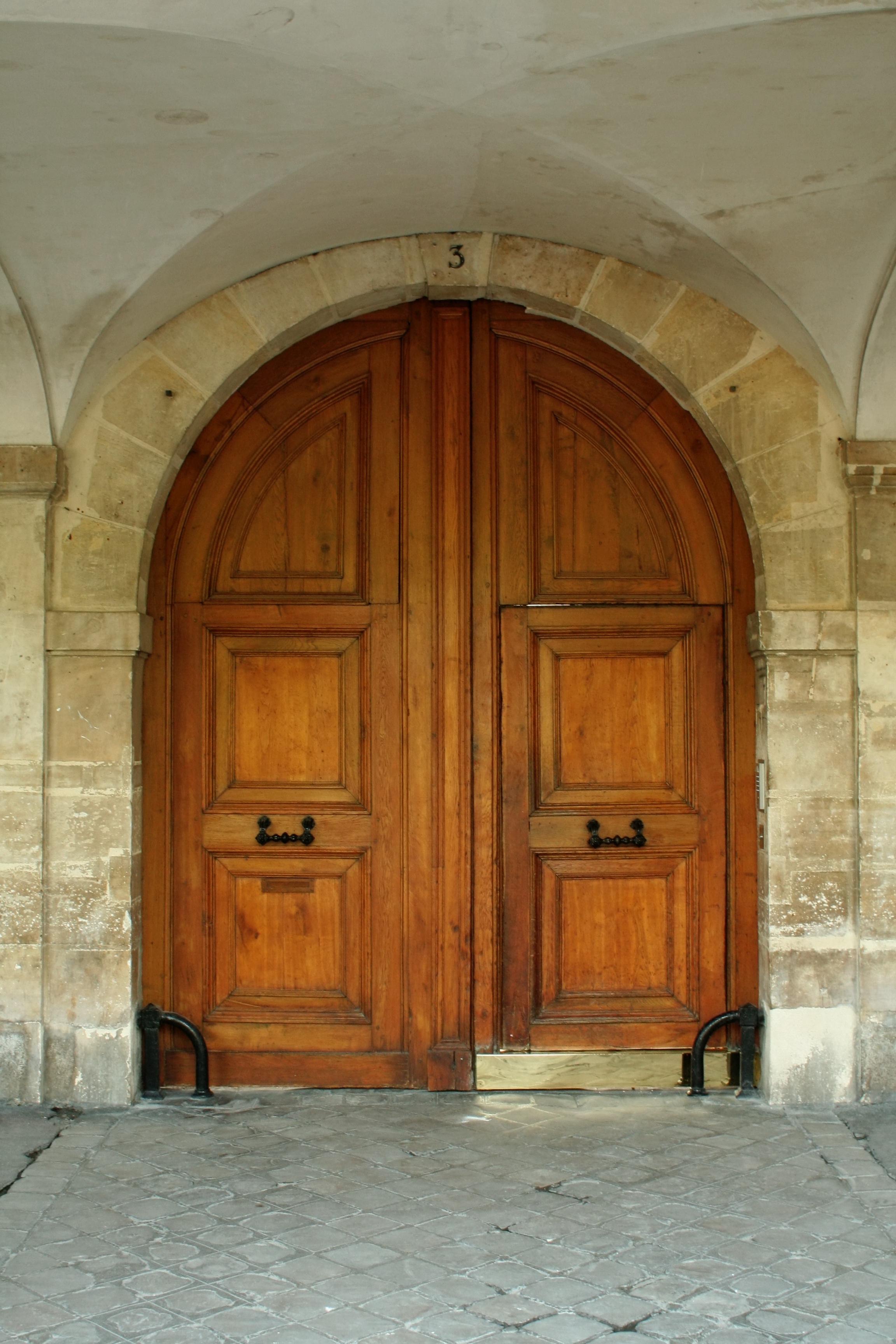
Porte cochère de l'hôtel de Montmorin.

L'hôtel est situé au 3 Place des Vosges, anciennement Place Royale, dans le quartier du Marais et le 4e arrondissement de Paris. 
Il fut élevé sur un terrain donné par le Roi Henri IV à Simon Le Gras de Vaubercey, secrétaire des commandements d'Anne d'Autriche et Nicolas Le Gras, son fils.
Nicolas Le Gras, également secrétaire des commandements de la Reine Anne d'Autriche, laissa l'hôtel à sa fille, Anne Le Gras de Vaubercey (1624-1709), mariée en 1651 avec François Gaspard de Montmorin, marquis de Saint Hérem, seigneur de Montmorin, Volore, Châteauneuf, Saint Germain, conseiller du Roi en ses conseils, capitaine de cent hommes d'armes de ses ordonnances, grand louvetier de France, gouverneur et capitaine des chasses de Fontainebleau, mort en 1701 .
L'hôtel est alors acquis par Nicolas Huguet de Sémonville, conseiller au Parlement de Paris, mort en 1729. Sa fille Catherine Huguet de Semonville épouse successivement Charles Jean, comte d'Estrades, puis Nicolas Maximilien Séguier, comte de Saint Brisson .
En 1776, elle vend l'hôtel à Marie Anne Loyat, veuve de Jean Baptiste Claude de Bragelongne, conseiller au Parlement de Paris 

### Protection
L'escalier et sa rampe en fer forgé sont inscrits aux monuments historiques depuis un arrêté du 22 octobre 1953 ; les façades, la toiture et la galerie voûtée sont classés depuis un arrêtés du 2 mars 1957 .

## Personnalités
- L'acteur Jean-Claude Brialy y a vécu jusqu'en 1984.
- Le mathématicien Rémi Brissiaud y a vécu de 1949-2020[5]